# Благочестя

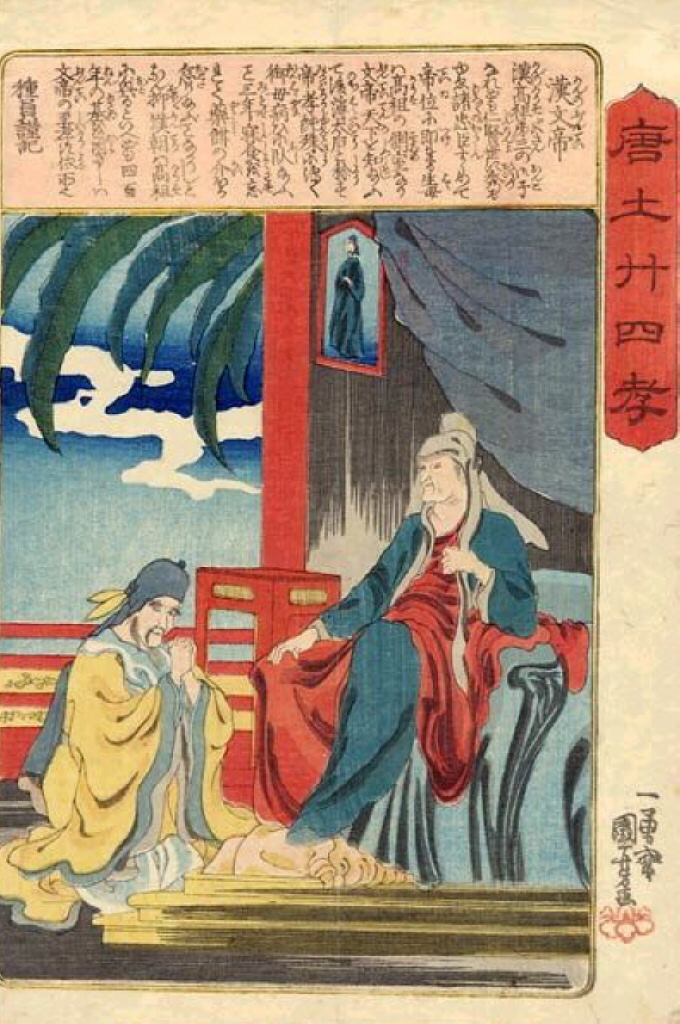
Синівське благочестя — шанування батька, картина японського маляра Кунійоші Утаґави

Благочестя (від грец. ευσέβεια) — істинне богошанування, побожне признання божественних істин та їх виконання на ділі. Іншими словами: це безумовне дотримання правил віри, вірність релігійним зобов'язанням поєднана з доброю поведінкою. Благочестя — є однією з чеснот, високошанованих в церкві, до якої прагне кожен християнин.
Для платоністів, благочестя (грец. eusebeia) означало «правильну поведінку в стосунку до богів»; для стоїків — «знання того, як треба поклонятися та шанувати Бога».
Щодо інших чеснот благочестя — це питання духовної навички, до якої людина повинна привчити себе.

## Церковне благочестя
Під церковним благочестям слід розуміти відношення до храму, до святинь, які в ньому знаходяться, відношення до самого себе як учасника церковних богослужінь, як до християнина, як до дому Святого Духа. Церковне благочестя — відношення до богослужіння, до ікон, до всіх предметів, які так чи інше пов'язані з християнським віровченням. Церковне благочестя — це система правил, канонів, традицій, прийнятих Православною Церквою.
Відомо що, церковне благочестя починається з відношення до храму. Якщо людина приходить до храму зі святобливістю, безумовною повагою до святинь, то таку людину приймуть зі всією душевною теплотою. І, звісно, що незалежно від того, чи вміє така людина поводитися в храмі, вона не буде почуватись і чужою. Але не слід нехтувати та правилами церковного благочестя.
Істинно благочестивий православний християнин — це той, хто може проявити свої почуття і зовні: стати на коліна, поцілувати ікону, дотримати піст, запалити лампаду. Але й внутрішньо повинен відповідати цьому поняттю: уміти слухати інших людей, піклуватися про ближніх, не бути байдужою до чужої біди.

## Благочестя вНовому Заповіті
- Є необхідною вимогою до єпископа чи пресвітера (Тит. 1:8).
- Пусте і безплідне, якщо не виражається у праведному житті (Якова 1:26).
- Є результатом дії Божої благодаті у віруючих (Тит. 2:11-12; 2 Пет. 1:3).
- Є великим набуттям, єдиною правдивою цінністю для людини (1 Тим. 6:6).
- Не є гарантією плотського благополуччя (1 Тим. 6:5).
- Виражається у тому, щоби проявляти любов та милість до страждаючих та хоронити себе незанечищеним від світу (Якова 1:27).

## Синівське благочестя

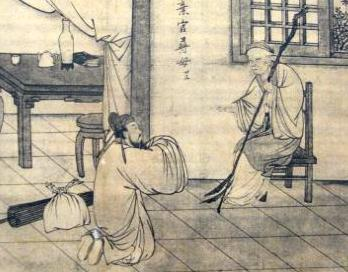
Китайське синівське благочестя

Синівське благочестя — одна з китайських чеснот. Всі добросердечні й спосібні святі в історії Китаю розповсюджували ідею про синівське благочестя серед своїх людей. Тільки коли людина поважає і любить своїх батьків, вона може поважати старших людей в суспільстві і скромно в них вчитися на робочому місці, посвячувати себе країні і жертвувати своїм життям для захисту своєї держави. Істинне значення синівського благочестя і його характерні особливості використовувалися, щоби виховати дітей і людей. Результати цього були дуже добрими. Китайці вірили, що в очах Бога, синівське благочестя є однією з великих чеснот і повинно цінитися і розповсюджуватися серед людей.

## Благочестя в Юдаїзмі
Потрібно серйозно роз'яснити якість благочестя, тому що багато хто прийняв за нього численні звичаї та форму поведінки, які насправді є лише вихідним матеріалом. Це відбувається через недостатньо глибоке і правильне розуміння речей. Засноване воно на великій мудрості і на досконалості вчинків, якого потрібно прагнути, тому що тільки мудрі можуть насправді зрозуміти це.